# Helvellyn
Helvellyn (/hɛlˈvɛ.lɪn/) est un sommet montagneux du Lake District, dans le Nord-Est de l'Angleterre. Il est situé entre les lacs de Thirlmere et Ullswater, au nord de la ville d'Ambleside.
Avec ses 950 m d'altitude, il s'agit du troisième plus haut sommet d'Angleterre, après Scafell Pike (978 m) et Scafell (964 m), qui se situent dans le même massif.